# Septwolves Industry
Fujian Septwolves Industry Company Limited («Ципилан») — китайская швейная и торговая компания, которая разрабатывает, производит и продаёт готовую мужскую, женскую и детскую одежду под брендами Septwolves, SW Jeans, SW Kids, Mr. Town, Modern Media, 16N, Wolf Totem и Nowness. Входит в число крупнейших производителей повседневной одежды Китая. Основана в 1990 году, штаб-квартира расположена в городе Цюаньчжоу (провинция Фуцзянь). 

## История
Швейную компанию Septwolves в 1990 году основал Чжоу Шаосюн, который до этого занимался торговлей тканями. К 2001 году, благодаря рекламной кампании с различными китайскими и тайваньскими звёздами эстрады, куртки бренда Septwolves заняли первое место на китайском рынке. В августе 2004 года компания вышла на Шэньчжэньскую фондовую биржу.
В 2007 году компания выкупила более 200 магазинов на Синьмэнь-стрит, превратив её в главную торгово-развлекательную улицу города Цюаньчжоу. По состоянию на июль 2016 года под управлением Septwolves находилось 2,8 тыс. монобрендовых магазинов и 5 тыс. торговых точек в универмагах Китая. По итогам 2016 года выручка Septwolves составила 2,63 млрд юаней, а чистая прибыль — 270 млн юаней. В августе 2017 года Septwolves Industry приобрела права на распространение бренда Karl Lagerfeld в Китае, Гонконге и на Тайване за 48 млн долларов.

## Деятельность
Septwolves Industry производит и продаёт мужскую повседневную и спортивную одежду высшей ценовой категории (куртки, пальто, свитера, костюмы, рубашки, футболки, брюки, шорты, трусы и носки), а также женскую и детскую одежду. Кроме того, компания управляет в Китае сетью магазинов таких брендов, как Versace, Canali и Karl Lagerfeld. Научно-исследовательские центры Septwolves расположены в Шанхае, Токио и Гонконге, креативная студия — в Милане.